# Astonishing Stories
Astonishing Stories fue una revista pulp estadounidense de ciencia ficción que se publicó desde 1940 a 1943; fue propiedad de Popular Publications, que la fundó a través de su filial Fictioneers, que pagaba importes más bajos que otras revistas de Popular. Su primer editor fue Frederik Pohl, quien también editó Super Science Stories. Tras nueve números, Alden H. Norton reemplazó a Pohl, quien posteriormente lo recontrató como asistente. El presupuesto para Astonishing fue muy bajo, por lo que la adquisición de buena ficción generalmente se hacía a través los Futurians —un grupo de jóvenes aficionados a la ciencia ficción y aspirantes a escritores— al que Pohl pertenecía; así, las primeras ediciones incluyeron material de este grupo. La revista fue un éxito, con lo que Pohl fue capaz de aumentar el monto a pagar en poco menos de un año; éste las arregló para obtener relatos de escritores nóveles que posteriormente se convirtieron en muy conocidos, tales como Isaac Asimov y Robert Heinlein. Después que Pohl entró en el ejército a principios de 1943, la escasez de papel durante la guerra llevó a que Popular interrumpiera la publicación de Astonishing; el número final fue en abril de ese año.
Nunca se la consideró como un título importante en este género, sin embargo a pesar del bajo presupuesto, los lectores recibieron muy bien su material. El crítico de ciencia ficción Peter Nicholls comenta que «sus historias fueron sorprendentemente buenas teniendo en cuenta lo poco que se pagó por ellas», y esta visión es compartida por otros historiadores del campo.

## Historia de la publicación
Aunque la ciencia ficción había sido publicada antes de la década de 1920, no comenzó a configurarse como género de comercialización independiente sino hasta la aparición de Amazing Stories en 1926, una revista pulp que editó Hugo Gernsback. A fines de la década de 1930, el campo estaba pasando por su primer auge, y varias nuevas revistas iniciaron su publicación en 1939. Sin embargo, la Segunda Guerra Mundial y la consecuente falta papel llevó a la desaparición de varios títulos. A fines de 1940 el mercado comenzó a recuperarse, pasando de un mínimo de ocho revistas activas en 1946 a veinte en 1950, hasta llegar a 22 publicaciones en 1954.
En 1939 Frederik Pohl, un fan y aspirante a escritor visitó a Robert Erisman, el editor de Marvel Science Stories y Dynamic Science Stories, con el fin de solicitar trabajo, quien tras señalarle que no tenía un puesto para él, le sugirió que visitara Popular Publications, la editorial líder de revistas pulp que estaba empezando una nueva línea de revistas de bajo presupuesto, y que podría estar interesado en la adición de un título de ciencia ficción. El 25 de octubre de 1939, Pohl visitó a Rogers Terrill en Popular, que lo contrató inmediatamente a la edad de diecinueve años para edutar dos nuevas revistas: con un salario de diez dólares por semana. la primera fue Super Science Stories, mientras que la otra —que se planificó bajo el título de Incredible Stories— fue Astonishing Stories. Mientras Super Science Stories pretendió insertar piezas extensas, Astonishing se centró en la ficción corta.
En Popular no estaban seguros de las posibilidades de venta de los dos nuevos títulos, por lo que decidió publicarlos bajo su sello Fictioneers, que se usaba para revistas de bajo costo. La primera edición de Astonishing se lanzó en febrero de 1940; la periodicidad fue bimensual, mientras que Super Science Stories apareció en meses alternos. El presupuesto para un número ascendía a $405: en las memorias de Pohl, recuerda así a Harry Steeger —uno de los propietarios de la empresa— analizando el presupuesto para Astonishing junto a él: «Doscientos setenta y cinco dólares para las historias. Cien dólares para el arte en blanco y negro. Treinta dólares por una portada». Pohl podía ofrecer solo medio centavo por palabra en ficción, muy por debajo de las tasas ofrecidas por las revistas líderes. Con diez centavos, la revista fue más barata que cualquier otra publicación de ciencia ficción en su tipo, a pesar de los limitados recursos Pohl: Popular era una editorial pulp importante y tenía una sólida red de distribución, lo que ayudó a la circulación. Steeger pronto aumentó el presupuesto de Pohl, con el fin de pagar bonos a las historias más populares. Pohl comentó más adelante que no estaba seguro de si los fondos adicionales realmente contribuyeron a que se remitieran a la revista historias de mayor calidad, aunque sí aseguró a Steeger que este aumento presupuestario mejoraría la revista. Una parte del dinero adicional fue a parar a Ray Cummings, un escritor de ciencia ficción de larga data lo suficientemente conocido como para que el joven Pohl rechazara su trabajo, toda vez que Cummings lo visitaba personalmente. Éste se negó a vender sus historias por menos de un centavo por palabra; Pohl tenía algo de dinero extra disponible cuando Cummings lo visitó por primera vez, y aunque no le gustaba el trabajo de éste, nunca fue capaz de rechazar sus entregas ni tampoco señalarle que no le podía pagar el precio que estaba pidiendo. Pohl comentó en sus memorias que «durante meses [Cummings] apareció con una regularidad de reloj, y me vendía una nueva historia; las odié todas, pero las compré todas».
| | Ene | Feb | Mar | Abr | May | Jun | Jul | Ago | Sep | Oct | Nov | Dic |
| --- | --- | --- | --- | --- | --- | --- | --- | --- | --- | --- | --- | --- |
| 1940 |     | 1/1 |     | 1/2 |     | 1/3 |     | 1/4 |     | 2/1 |     | 2/2 |
| 1941 |     | 2/3 |     | 2/4 |     |     |     |     | 3/1 |     | 3/2 |     |
| 1942 |     |     | 3/3 |     |     | 3/4 |     |     |     | 4/1 |     | 4/2 |
| 1943 |     | 4/3 |     | 4/4 |     |     |     |     |     |     |     |     |
| Números del primer ciclo de Astonishing Stories. Se muestra en formato volumen/número. Los editores fueron: Frederik Pohl hasta septiembre de 1941 y Alden H. Norton por el resto de números. |     |     |     |     |     |     |     |     |     |     |     |     |

Pohl logró estirar su presupuesto a través de la reducción del espacio que necesitaba para llenar con ficción. Por ejemplo, se implementó una larga columna de cartas que ocupaba varias páginas —las que no requerían pagos—; de manera similar, insertó anuncios de otras revistas de Popular lo que mermó aún más la necesidad de ficción. Algunos autores enviaban sus historias sin contar correctamente las palabras que contenían, por lo que se implementó una estrategia de reconteo, lográndose ahorros mediante el pago por aquel número de palabras que resultaran menores tras comparar las cifras del personal de Popular con las realizadas por el autor. El resultado fue un ahorro de entre cuarenta a cincuenta dólares por edición. Además, se ahorró mediante la inclusión de elementos recortables de ilustraciones en blanco y negro para llenar el espacio, dado que los usos múltiples de una misma obra no requería pagos adicionales a los artistas.
Hacia fines de 1940, Popular duplicó el sueldo de Pohl a veinte dólares por semana. En junio de 1941 Pohl visitó a Steeger con el fin de solicitar un nuevo aumento, con la intención de dimitir y trabajar como escritor free-lance si no tenía éxito. Steeger fue poco receptivo, y Pohl comentó más tarde: «Nunca he estado seguro de si renuncié o conseguí ser despedido». En lugar de reemplazar Pohl, Popular nombró editor en jefe a Alden H. Norton para agregar a las revistas dentro de sus responsabilidades. El acuerdo se prolongó durante siete meses, tras lo cual Norton pidió a Pohl que volviera como su asistente. Norton ofreció a Pohl treinta y cinco dólares a la semana como editor asociado, sustancialmente más que los veinte dólares a la semana que recibió como editor con anterioridad, y Pohl aceptó fácilmente.
Pohl no era elegible para alistarse en el servicio militar debido a que estaba casado, pero a finales de 1942, su matrimonio terminó y decidió alistarse. Como el alistamiento voluntario estaba suspendido, fue incapaz de integrarse de forma inmediata el ejército, lo que finalmente sucedió el 1 de abril de 1943. Debido a la guerra, el papel era difícil de obtener por lo que Popular decidió cerrar la revista; el número final fue en abril de 1943, editado con la ayuda de Ejler Jakobsson.

## Contenido y recepción
Debido a los bajos montos que se pagaban, las historias que se remitieron a Astonishing en su primer año fueron aquellas que provenían generalmente de rechazos en otros lugares. Sin embargo, Pohl era un miembro de los Futurians, un grupo de fanes de ciencia ficción que incluía a Isaac Asimov, C.M. Kornbluth, Richard Wilson y Donald Wollheim, y que buscaban convertirse en escritores profesionales, por lo que también estaban dispuestos a enviar historias a la revista.
En sus memorias, Asimov recordó que el 27 de octubre de 1939 —dos días después de la contratación de Pohl— que éste se presentó en su departamento a comprarle Half-Breed, una historia que Pohl había intentado vender en nombre de Asimov desde junio de ese año. Como nuevo editor, necesitaba apresuradamente historias para el primer número de Astonishing —aunque el nombre aún no se había seleccionado— y, como la historia venía de un rechazo por parte de Amazing Stories y Astounding Stories, Asimov estaba dispuesto a venderla a medio centavo por palabra. Un par de semanas más tarde Pohl también adquirió The Callistan Menace del mismo autor. Los Futurians fueron prolíficos; en el primer año Pohl compró un total de quince historias para las dos revistas que editó, además él mismo contribuyó con material propio, usualmente en colaboración con uno o más de los Futurians, usando los seudónimos James McCreigh y Dirk Wylie —que también lo utilizó Dockweiler. Damon Knight, otro de los Futurians recordó en sus memorias que Pohl una vez solicitó al grupo una historia para llenar un número, con $35 dólares disponibles para pagar por ella. Kornbluth y Wilson escribieron un primer borrador, alternándose en la máquina de escribir; el resultado lo editó Harry Dockweiler, otro de los Futurians, y luego por Pohl antes que apareciera en el número de abril de 1940 de Astonishing bajo el título de Stepsons of Mars, con una byline de Ivar Towers.
Los aportes de Pohl le permitían incrementar su salario en diez dólares a la semana; sin embargo, tras su matrimonio con Doris Baumgardt en agosto de 1940, se dio cuenta de que su sueldo solo cubría el alquiler de su apartamento, por lo que comenzó a aumentar sus ingresos mediante la compra de sus propias historias, así como la venta a otras revistas. Cuando perdió su trabajo como editor a fines de 1941, había comprado —y pagado— varias historias de su autoría que aún no estaban escritas, por lo que rápidamente las escribió para dejarlas en inventario.
El primer número, que se fechó en febrero de 1940, contenía Chameleon Planet de John Russell Fearn, Half-Breed de Asimov y ficción de Henry Kuttner y Manly Wade Wellman. A pesar de las dificultades causadas por el bajo presupuesto, Pohl fue capaz de pagar a sus autores con prontitud, a diferencia de algunos de sus competidores, por lo que comenzó a recibir historias de mayor calidad. El historiador de ciencia ficción Mike Ashley identifica a The Last Drop de L. Ron Hubbard y L. Sprague de Camp como una de las mejores historias en Astonishing, mientras que los historiadores Milton Wolf y Raymond H. Thompson la consideran como una historia impresionante, incluyendo además a The Pet Nebula de Alfred Bester que apareció en el número de febrero de 1941. Soldiers of Space de Kuttner y It Happened Tomorrow de Robert Bloch, ambas publicadas en febrero de 1943, son elogiadas también. Pohl también fue capaz de imprimir los primeros tres títulos de la serie Into the Darkness de Ross Rocklynne. Otros escritores conocidos que aparecieron en las páginas de Astonishing incluyen a Leigh Brackett, Clifford Simak, and E. E. Smith.
El trabajo de arte en el Astonishing inicialmente fue bastante pobre, lo que no fue sorprendente habida cuenta del minúsculo presupuesto con el que Pohl tuvo que lidiar. Gran parte de este trabajo fue suministrada por fanes y artistas que iniciaban sus carreras, entre ellos Doris Baumgardt —bajo el seudónimo de Leslie Perri— y Dorothy Les Tina, quienes posteriormente se convirtieron en la primera y segunda esposa de Pohl respectivamente. Un artista aficionado que se destacó del resto fue Hannes Bok, que se transformó en un artista muy respetado con un estilo muy distintivo; Ray Bradbury realizó comentarios positivos sobre el trabajo de éste en una carta que se publicó en un número de Astonishing fechado en agosto de 1940, y Bok posteriormente ilustró una historia de Bradbury en el número de abril de 1943. Aleck Portegal, el director de arte de Popular, señaló inicialmente a Pohl que los artistas normales no estarían dispuestos a trabajar por los bajos montos en dinero que podía ofrecer, sin embargo, algunos de ellos si estuvieron dispuestos a recibir menos dinero para hacer este trabajo extra. Así, más arte profesional comenzó a aparecer en la revista, incluidos los trabajos de Virgil Finlay, Alexander Leydenfrost, Leo Morey, Hans Wessolowski y Frank R. Paul, todos ellos bien conocidos en el campo. Parte del trabajo de arte apareció bajo el nombre de Stephen Lawrence, seudónimo de Lawrence Stevens, aunque luego se descubrió que una porción de este trabajo lo realizó Pedo, su hijo.
Astonishing Stories no es recordada como una de las mejores revistas de ciencia ficción: tanto el crítico Peter Nicholls como el escritor de ciencia ficción Jack Williamson la han descrito como un «campo de entrenamiento» para escritores que luego se iban a hacer un mejor trabajo en otra parte. Sin embargo, Nicholls añade que «sus historias fueron sorprendentemente buenas teniendo en cuenta lo poco que se pagó por ellas», opinión que comparten Wolf y Thompson, quienes además afirman que «hubo bastante en Astonishing que fue memorable, tanto por la vía del atractivo inmediato como por la calidad duradera». Pohl, quien más tarde se convirtió en un editor de revistas muy exitoso, sentía que cometió muchos errores con la revista; cita como ejemplo la serialización de Quicksands of Youthwardness de Malcolm Jameson en tres partes: la historia solo contenía 27 000 palabras, y los lectores se quejaron —con razón desde el punto de vista de Pohl— que la serialización en una revista bimensual significaba que tenían que esperar cinco meses para leer la historia completa, en piezas relativamente pequeñas de 9000 palabras. En general, Pohl evaluó su desempeño de la siguiente manera: «Yo en realidad no era un editor muy bueno»; además, agregó que «con lo que ahora sé, podría haber hecho que esas revistas cantaran, sin embargo, solo estuve ahí».

## Detalles bibliográficos
Astonishing Stories fue editado por Frederik Pohl desde febrero de 1940 hasta septiembre de 1941 —nueve ediciones—, y luego por Alden H. Norton desde noviembre de 1941 hasta abril de 1943 —siete números—; se publicó por Fictioneers Inc., una subsidiaria de Popular Publications. Su formato fue pulp a lo largo de su existencia, con 112 páginas y un precio de 10 centavos de dólar. La numeración del volumen fue regular, con cuatro volúmenes de cuatro números. Su periodicidad fue bimensual durante los primeros ocho números, los cuatro siguientes tuvieron una calendarización irregular, mientras que los cuatro restantes —desde octubre de 1942— volvieron a editarse cada dos.
En febrero de 1941 Canadá prohibió la importación de revistas pulp, y varias editoriales de Estados Unidos respondieron mediante el establecimiento de ediciones canadienses de sus títulos. Así, Popular lanzó una edición canadiense de Astonishing Stories en enero de 1942, que duró tres números bimensuales —enero, marzo y mayo de ese año—, además de reimprimir dos números. La filial en Toronto de Popular Publications fue la responsable de su edición, bajo el mando de Alden H. Norton. El precio al que se comercializó fue 10 centavos de dólar y contuvo 96 páginas; el formato que se utilizó también fue pulp, aunque marginalmente mayor que la versión de Estados Unidos. El primer y tercer número fueron reimpresiones de las ediciones estadounidense de noviembre de 1941 y marzo de 1942 respectivamente, pero el número canadiense de marzo de 1942 fue una reimpresión de Super Science Stories de noviembre de 1941, omitiéndose una historia. Las portadas de las tres ediciones se reemplazaron por nuevas imágenes, mientras que el trabajo de arte interior también fue diferente. Los artistas responsables de las nuevas ilustraciones y portadas no fueron acreditados. En agosto de 1942 comenzó una edición canadiense de Super Science Stories alternando reimpresiones de las ediciones estadounidenses de Astonishing y Super Science Stories; esto pudo haberse considerado como una continuación de la edición canadiense de Astonishing, aunque la numeración del volumen de numeración se reinició con el volumen 1 número 1 cuando se cambió el nombre.